# Seigo Asada
Seigo Asada (Japans: 浅田 斉吾, Asada Seigo) (Osaka, 6 maart 1980), bijgenaamd The Ninja, is een Japans darter, die sinds 2018 uitkomt voor de PDC.

## Resultaten op Wereldkampioenschappen

### BDO
- 2015: voorronde (verloren van Brian Dawson met 1-3)
- 2016: laatste 32 (verloren van Wesley Harms met 2-3)
- 2017: voorronde (verloren van Jeff Smith met 1-3)

### WDF
- 2013: Laatste 64 (verloren van Kevin Burness met 0-4)

### PDC
- 2018: laatste 64 (verloren van Rob Cross met 0–3)
- 2019: laatste 64 (verloren van James Wade met 2–3)
- 2020: laatste 32 (verloren van Peter Wright met 2–4)